# Verwaltungsgemeinschaft Torgau/Dreiheide
In der Verwaltungsgemeinschaft Torgau/Dreiheide aus dem Landkreis Nordsachsen im Freistaat Sachsen haben sich zwei Gemeinden zur Erledigung ihrer Verwaltungsgeschäfte zusammengeschlossen. Leiterin der Verwaltungsgemeinschaft ist Romina Barth. Vor der Eingemeindung von Pflückuff nach Torgau am 1. Januar 2009 und der Eingliederung von Zinna nach Torgau am 1. Januar 2013 gehörten noch zwei Gemeinden der Verwaltungsgemeinschaft an. Bis zum 26. Januar 2024 lautete ihr Name Verwaltungsgemeinschaft Torgau.

## Gemeinden
- Dreiheide mit den Ortsteilen Großwig, Süptitz und Weidenhain
- Stadt Torgau mit den Ortsteilen Beckwitz, Bennewitz, Graditz, Kranichau, Kunzwerda, Loßwig, Melpitz, Mehderitzsch, Pflückuff, Staupitz, Welsau, Weßnig und Zinna